# Zdeněk Vojtěch Popel von Lobkowitz

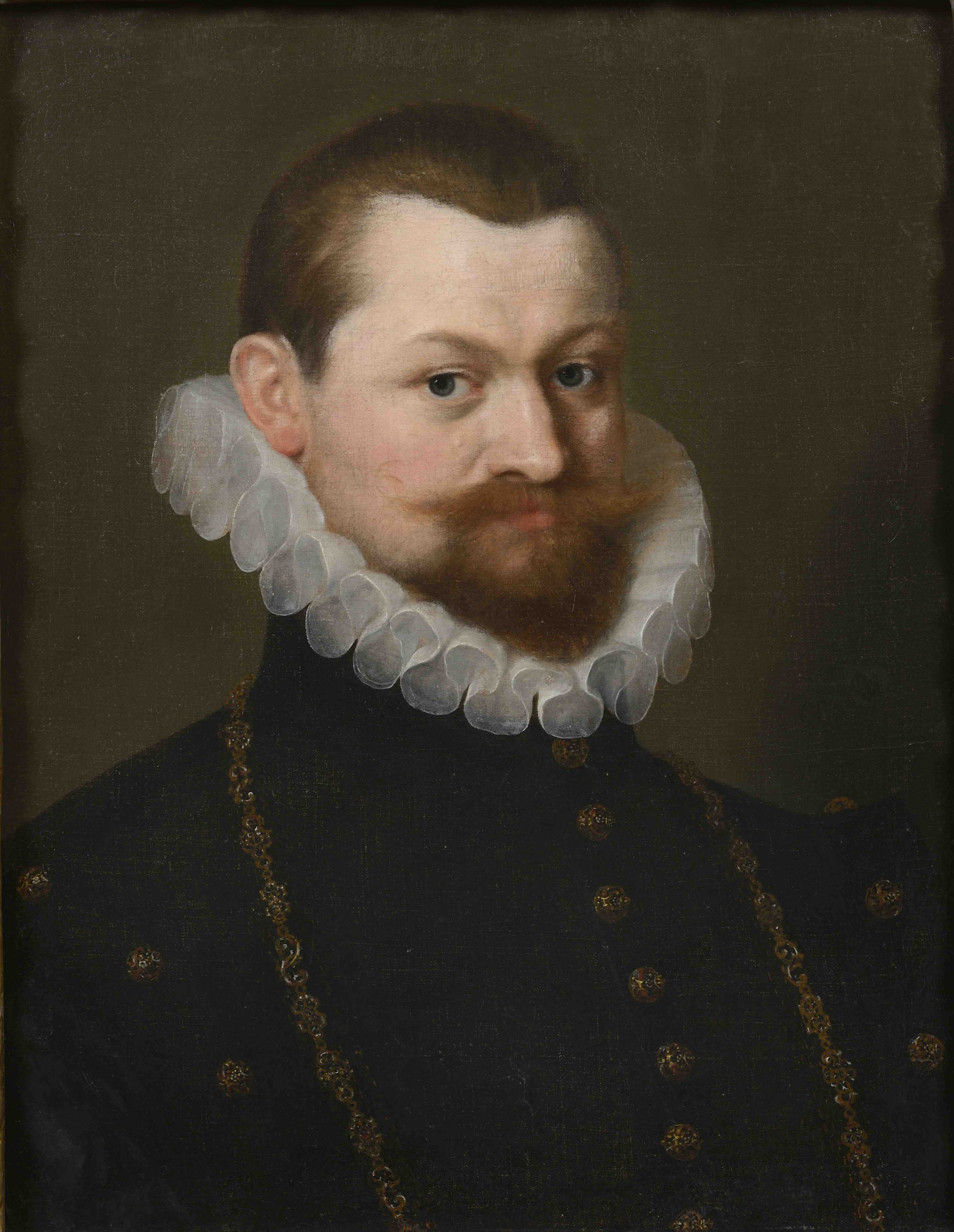
Zdeněk Vojtěch 1. Fürst Lobkowicz

Fürst Zdeněk Vojtěch Popel von Lobkowitz (auch Zdenko Adalbert Popel von Lobkowitz; tschechisch Zdeněk Vojtěch Popel z Lobkovic) (* 15. August 1568; † 16. Juni 1628 in Wien) war ein Oberstkanzler von Böhmen.

## Leben
Zdeněk entstammte dem Familienzweig der Popel von Lobkowitz. Seine Eltern waren Ladislaus Popel von Lobkowitz und Johanna Berka von Dubá. Nach einer Ausbildung bei den Jesuiten und an der Karls-Universität in Prag unternahm er Bildungsreisen durch Europa.
Nach der Rückkehr trat er 1591 in den diplomatischen Dienst am Prager Hof des Kaisers ein. Als Rudolf II. auf Drängen des Papstes ab 1599 die Böhmische Landesämter mit Katholiken besetzte, die sich bei der Rekatholisierung verdient gemacht haben oder eine strenge katholische Ausbildung genossen, wurde Zdeněk zum Oberstkanzler des Königreichs Böhmen ernannt. Der sprachgewandte und gebildete Zdeněk wurde damit weltlicher Führer der Katholiken des böhmischen Herrenstands den und entschiedener Gegner der Reformation.
Als Kaiser Rudolf 1609 in einem Majestätsbrief den protestantischen Ständen religiöse Freiheit gewährte, stand Zdeněk auf der Seite der katholischen Opposition der böhmischen Herren und weigerte sich, diesen zu unterzeichnen. Unter Kaiser Matthias konnte er seine führende Stellung behaupten. Zdeněk war 1598 mit Melchior Khlesl, der seit Frühjahr 1609 die Regierung Matthias’ führte, in engeren Kontakt getreten. Khlesl holte seinen Bruder Ladislav (IV.) als Geheimen Rat in die Regierung des Königs Matthias. Mit Khlesls Ausgleichspolitik als Günstling-Minister des Kaisers hatte Zdeněk Probleme. 1617 gehörte er zu den Befürwortern der Krönung Ferdinands II. zum böhmischen König und schaffte es, die Opposition zu entzweien.
Dem Prager Fenstersturz von 1618 konnte er entkommen, da er sich zu diesem Zeitpunkt zu Verhandlungen am Kaiserhof in Wien aufhielt. Auch nach der Schlacht am Weißen Berg hielt er sich überwiegend am Wiener Kaiserhof auf. Als Kanzler setzte er sich bei der Bestrafung der Beteiligten am Ständeaufstand für die Umwandlung von Todesstrafen in langjährige Haftstrafen ein und lehnte die Konfiszierungen von Eigentum ab. Sein politischer Einfluss nahm dadurch ab.
1621 erbte er nach dem Tode seines Bruders Ladislav die Herrschaft Holešov. Nach der Schlacht am Weißen Berg konnte er die von den Protestanten konfiszierten Güter Bystřice pod Hostýnem, Prusinovice und Dřevohostice, die zuvor Václav Bítovský von Bítov gehört hatten, erwerben. 1623 erhob ihn Ferdinand II. zum ersten Fürsten von Lobkowitz.

## Familie

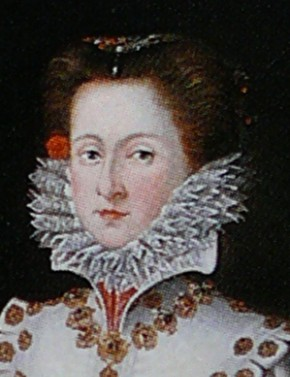
Polyxena von Lobkowicz

1603 heiratete Zdeněk Polyxena von Pernstein, Witwe des Wilhelms von Rosenberg, die durch das Rosenbergsche Erbe der Herrschaft Raudnitz und Schloss Raudnitz als eine der reichsten Witwen Böhmens galt. Aus dem Erbe ihrer spanischen Mutter Maria Manrique de Lara  besaß sie auch das später berühmte Gnadenbild des Prager Jesulein, das sie den Karmelitern in Prag zur öffentlichen Verehrung schenkte. Aus der Ehe stammt der einzige Erbe Wenzel Eusebius von Lobkowicz.